# The Police
The Police va ser un grup musical anglès de pop-rock amb una forta influència de reggae, format el 1976 i dissolt el 1986. Es van reunir vint-i-tres anys després (l'11 de febrer de 2007) per a obrir la gala dels Grammy; l'endemà, 12 de febrer, van anunciar que farien una gira mundial.
Liderats per Gordon Matthew Sumner, més conegut com a Sting (nom que significa "fibló" en anglès, i que deriva d'un jersei de rugbi de ratlles grogues i negres, estil vespa, que el baixista sempre duia en la seva joventut), Andy Summers a la guitarra, i Stewart Copeland com a bateria; The Police va ser un dels conjunts britànics més reeixits dels anys 80 gràcies al seu impetuós pop-rock new wave enriquit per fortes dosis de reggae i un reconegut talent instrumental i compositiu.

## Estil
The Police va tenir una carrera plena d'èxits («Roxanne», «Can't Stand Losing You», «Every Breath You Take», «Message in a bottle» i «Walking on the Moon», entre d'altres). En el moment de la seva separació era el grup més popular i amb més vendes del món.
El seu estil va passar del pop-punk dels seus inicis (Outlandos d'Amour) al «reggae blanc» (així l'anomenava el grup) que van practicar a Reggatta de Blanc, explotant el seu èxit a tot el món amb Zenyattà Mondatta, que seria seguit per Ghost in the Machine. Van acabar la seva carrera amb un disc reconegut pels crítics com una de les seves millors produccions, Synchronicity, en el qual es troba un dels seus temes més coneguts: «Every Breath You Take».

## Presentacions en viu
En general, The Police sempre va actuar en concert com un power-trio (guitarra, veu, baix i bateria com a instruments presents). Les excepcions van ser les següents: al juliol de 1977 van tocar com a quartet, ja que passaven per la transició entre l'arribada del guitarrista Andy Summers i l'acomiadament del guitarrista Henry Padovani. A la girada del disc Ghost in the Machine (1981.10.02 - 1982.09.03), el grup va contractar una secció de vents formada per The Chops. Finalment, per a la gira del disc Synchronicity (1983.07.23 - 1984.03.04), van comptar amb la participació de tres coristes: Michelle Cobb, Dollette McDonald i Tessa Niles. A més, a l'escenari, ja per a la gira de Zenyattà Mondatta, comptaven amb dos sintetitzadors: un per Sting i un altre per Andy Summers, però mai no va entrar en escena un músic de suport.
Capítol a part són els pocs concerts benèfics que van donar el 1986, puix que van tocar amb Bono, d'U2, i nombroses coristes. En l'homenatge pel seu ingrés al Saló de la Fama, el 10 de març de 2003, van tocar l'última cançó amb la participació de Steven Tyler, Gwen Stefani i John Mayer com a coristes. En el seu retorn, en la nova gira (28/05/2007 - 07/08/2008), van tornar a la plaça com sempre, amb una alineació pura de power-trio. El bateria Stewart Copeland va canviar el micròfon amb girafa per un micròfon de 'vincha' per als seus cors. En un concert de París el 2007 van tocar com a quartet en l'última cançó, gràcies a la participació de l'exguitarrista de la banda, Henry Padovani.
Cal destacar especialment la participació de Fiction Plane, la banda del fill de Sting quan van tocar junts «Next To You» a Hawaii. Tant el guitarrista Summers com el bateria Copeland mai no van ser un gran suport vocal per Sting en concert, tot i que tots dos tenen bons timbres de veu. Però és just destacar que a l'estudi sí que ho han estat, prova n'és el so característic de l'harmonia vocal de The Police que pot sentir-se en els seus treballs, perquè Sting no enregistrava pas exclusivament els seus propis cors. Menció a part cal fer esment dels temes «Be My Girl (Sally)», «On Any Other Day» i «Mother»: a «Be My Girl (Sally)», Andy relata la història de l'home que va comprar el seu canell inflable i en «Mother» va cantar ell. «On Any Other Day» és cantada per Stewart i compta amb Sting als cors.

## Membres
- Sting (Gordon Mathew Sumner): veu i baix
- Andy Summers: guitarra i cors
- Stewart Copeland: bateria, guitarra i cors

### Anteriors
- Henry Padovani: guitarra (1977)

## Discografia

### Àlbums d'estudi
- Outlandos d'Amour (1978)
- Reggatta de Blanc (1979)
- Zenyattà Mondatta (1980)
- Ghost in the Machine (1981)
- Synchronicity (1983)

### Recopilatoris i directes
- Brimstone & Treacle (1982)
- Every Breath You Take: The Singles (1986)
- Message in a Box: The Complete Recordings (1993)
- Every Breath You Take: The Classics (1995)
- Live! (1995)
- The Very Best Of Sting & The Police (1997, 2002)
- The Police (2007)
- Certifiable: Live in Buenos Aires (2008)